# Coreia do Sul nos Jogos Olímpicos de Verão de 2008
A Coreia do Sul competiu nos Jogos Olímpicos de Verão de 2008, em Pequim, na China. O Comitê Olímpico Internacional refere-se ao país como República da Coreia.
As Coreias do Sul e do Norte inicialmente pretendiam enviar uma delegação conjunta aos Jogos, mas não foram capazes de chegar a um acordo sobre os detalhes dessa implementação.

## Medalhas
| Ko Young-Min Park Jin-Man Jeong Keun-Woo Lee Dae-Ho Oh Seung-Hwan Jang Won-Sam Kim Min-Jae Lee Yong-Kyu Kim Kwang-Hyun Kim Dong-Joo Jin Kab-Yong Chong Tae-Hyon | Han Ki-Joo Lee Seung-Yeop Yoon Suk-Min Lee Taek-Keun Lee Jin-Young Kang Min-Ho Lee Jong-Wook Kwon Hyuk Kim Hyun-Soo Bong Jung-Keun Song Seung-Jun Ryu Hyun-Jin |

| Kim Nam-Sun Kim O-Na Kim Cha-Youn Moon Pil-Hee Park Jung-Hee Bae Min-Hee Song Hai-Rim | An Jung-Hwa Oh Seong-Ok Oh Yong-Ran Lee Min-Hee Choi Im-Jeong Huh Soon-Young Hong Jeong-Ho |

## Desempenho

### Atletismo
Masculino
| Atletas         | Evento                | Preliminares | Preliminares | Quartas    | Quartas | Semifinal   | Semifinal   | Final       | Final       |
| Atletas         | Evento                | Marca        | Posição      | Marca      | Posição | Marca       | Posição     | Marca       | Posição     |
| --------------- | --------------------- | ------------ | ------------ | ---------- | ------- | ----------- | ----------- | ----------- | ----------- |
| Lee Jung-Joon   | 110 m com barreiras   | 13s65        | 26º          | 13s55 (NR) | 18º     | Não avançou | Não avançou | Não avançou | Não avançou |
| Kim Yi-Yong     | Maratona              |              |              |            |         |             |             | 2h23m57s    | 50º         |
| Lee Bong-Ju     | Maratona              |              |              |            |         |             |             | 2h17m56s    | 28º         |
| Lee Myong-Seung | Maratona              |              |              |            |         |             |             | 2h14m37s    | 18º         |
| Kim Hyun-Sub    | 20 km marcha atlética |              |              |            |         |             |             | 1h22m57s    | 23º         |
| Park Chil-Sung  | 20 km marcha atlética |              |              |            |         |             |             | 1h25m07s    | 33º         |
| Kim Dong-Young  | 50 km marcha atlética |              |              |            |         |             |             | 4h02m32s    | 31º         |
| Kim Deok-Hyeon  | Salto triplo          | 16,88m       | 18º          |            |         |             |             | Não avançou | Não avançou |
| Kim Yoo-Suk     | Salto com vara        | Sem marca    | Sem marca    |            |         |             |             | Não avançou | Não avançou |
| Park Jae-Myong  | Lançamento de dardo   | 76,63m       | 17º          |            |         |             |             | Não avançou | Não avançou |

Feminino
| Atletas        | Evento                | Preliminares | Preliminares | Final       | Final       |
| Atletas        | Evento                | Marca        | Posição      | Marca       | Posição     |
| -------------- | --------------------- | ------------ | ------------ | ----------- | ----------- |
| Chae Eun-Hee   | Maratona              |              |              | 2h38m52s    | 53º         |
| Lee Eun-Jung   | Maratona              |              |              | 2h33m07s    | 25º         |
| Lee Sung-Young | Maratona              |              |              | 2h43m23s    | 56º         |
| Kim Mi-Jung    | 20 km marcha atlética |              |              | 1h33m55s    | 28º         |
| Jung Soon-Ok   | Salto em distância    | 6,33m        | 28º          | Não avançou | Não avançou |
| Lee Mi-Young   | Arremesso de peso     | 15,10 m      | 33º          | Não avançou | Não avançou |
| Kim Kyung-Ae   | Lançamento de dardo   | 53,13m       | 46º          | Não avançou | Não avançou |

### Badminton
Masculino
| Atleta                     | Evento  | Fase de 64                         | Fase de 32                                  | Fase de 16                                             | Quartas                                               | Semifinais                               | Final                                                                        | Final             |
| Atleta                     | Evento  | Adversário e resultado             | Adversário e resultado                      | Adversário e resultado                                 | Adversário e resultado                                | Adversário e resultado                   | Adversário e resultado                                                       | Posição           |
| -------------------------- | ------- | ---------------------------------- | ------------------------------------------- | ------------------------------------------------------ | ----------------------------------------------------- | ---------------------------------------- | ---------------------------------------------------------------------------- | ----------------- |
| Lee Hyun-Il                | Simples |                                    | DEN K. Jonassen V 2-1 (15-21; 21-14; 21-19) | GER M. Zwiebler V 2-0 (21-13; 21-11)                   | CHN Bao C. V 2-0 (23-21; 21-11)                       | MAS Lee C-W. D 1-2 (18-21; 21-13; 13-21) | Disputa pelo bronze CHN Chen J. D 1-2 (16-21; 21-12; 14-21)                  | 4º                |
| Park Sung-Hwan             | Simples | CAN A. Dabeka V 2-0 (21-11; 21-11) | UGA E. Ekiring V 2-0 (21-5; 21-8)           | CHN Lin D. D 0-2 (8-21; 11-21)                         | Não avançou                                           | Não avançou                              | Não avançou                                                                  | Não avançou       |
| Hwang Ji-man Lee Jae-jin   | Duplas  |                                    |                                             | MAS Choong T-F. - Lee W-W. V 2-1 (20-22; 21-13; 21-16) | JPN T. Ohtsuka - K. Masuda V 2-1 (21-12; 18-21; 21-9) | CHN Fu H. - Cai Y. D 0-2 (20-22; 8-21)   | Disputa pelo bronze DEN L. Paaske - J. Rasmussen V 2-1 (13-21; 21-18; 21-17) | Medalha de bronze |
| Jung Jae-Sung Lee Yong-Dae | Duplas  |                                    |                                             | DEN L. Paaske - J. Rasmussen D 0-2 (16-21; 19-21)      | Não avançou                                           | Não avançou                              | Não avançou                                                                  | Não avançou       |

Feminino
| Atleta                     | Evento  | Fase de 64                          | Fase de 32                        | Fase de 16                                     | Quartas                                   | Semifinais                                      | Final                                  | Final            |
| Atleta                     | Evento  | Adversário e resultado              | Adversário e resultado            | Adversário e resultado                         | Adversário e resultado                    | Adversário e resultado                          | Adversário e resultado                 | Posição          |
| -------------------------- | ------- | ----------------------------------- | --------------------------------- | ---------------------------------------------- | ----------------------------------------- | ----------------------------------------------- | -------------------------------------- | ---------------- |
| Jun Jae-Youn               | Simples | POL K. Augustyn V 2-0 (21-15; 21-5) | IRL C. Magee V 2-0 (21-12; 21-14) | CHN Zhang N. D 0-2 (11-21; 12-21)              | Não avançou                               | Não avançou                                     | Não avançou                            | Não avançou      |
| Ha Jung-Eun Kim Min-Jung   | Duplas  |                                     |                                   | CHN Du J. - Yu Y. D 1-2 (11-21; 21-16; 15-21)  | Não avançou                               | Não avançou                                     | Não avançou                            | Não avançou      |
| Lee Hyo-jung Lee Kyung-won | Duplas  |                                     |                                   | MAS Wong P-T. - Chin E-H. V 2-0 (21-14; 21-19) | SIN Jiang Y. - Li Y. V 2-0 (21-15; 21-12) | JPN M. Maeda - S. Suetsuna V 2-0 (22-20; 21-15) | CHN Du J. - Yu Y. D 0-2 (15-21; 13-21) | Medalha de prata |

Misto
| Atleta                    | Evento | Fase de 16                                       | Quartas                                         | Semifinais                                             | Final                                            | Final           |
| Atleta                    | Evento | Adversário e resultado                           | Adversário e resultado                          | Adversário e resultado                                 | Adversário e resultado                           | Posição         |
| ------------------------- | ------ | ------------------------------------------------ | ----------------------------------------------- | ------------------------------------------------------ | ------------------------------------------------ | --------------- |
| Han Sang-Hoon Hwang Yu-mi | Duplas | INA N. Widianto - L. Natsir D 0-2 (21-23; 19-21) | Não avançou                                     | Não avançou                                            | Não avançou                                      | Não avançou     |
| Lee Hyo-jung Lee Yong-dae | Duplas | NZL C. Cooper - R. Flavell V 2-0 (21-12; 21-11)  | GBR N. Robertson - G. Emms V 2-0 (21-19; 21-12) | INA F. Limpele - V. Marissa V 2-1 (21-9; 12-21; 21-17) | INA N. Widianto - L. Natsir V 2-0 (21-11; 21-17) | Medalha de ouro |

### Basquetebol
Feminino
| Equipe | Fase de grupos                                                                                                 | Fase de grupos | Quartas de final            | Semifinal              | Final                  | Pos. |
| Equipe | Adversário e resultado                                                                                         | Pos.           | Adversário e resultado      | Adversário e resultado | Adversário e resultado | Pos. |
| --- | --- | -------------- | --------------------------- | ---------------------- | ---------------------- | ---- |
| Kim Yeong-Ok Lee Mi-sun Choi Youn-Ah Jin Mi-Jung Lee Jong-Ae Jung Sun-Min Beon Yeon-Ha Park Jung-Eun Ha Eun-Joo Kim Jung-Eun Kim Kwer-Yong Sin Jung-Ja | BRA Brasil V 68-62 (pro) RUS Rússia D 72-77 AUS Austrália D 62-90 BLR Bielorrússia D 53-63 LAT Letônia V 72-68 | 4º (Gr. A)     | USA Estados Unidos D 60-104 | Não avançou            | Não avançou            | 8º   |

### Beisebol
A Coreia do Sul obteve a segunda colocação no torneio qualificatório final, obtendo uma vaga para as olimpíadas. Foi a terceira participação do país no esporte em olimpíadas, tendo obtido a medalha de bronze em 2000 e o oitavo lugar em 1996.
Masculino
| Equipe | Equipe | Primeira fase | Primeira fase | Semifinal              | Final                  | Pos.            |
| Equipe | Equipe | Adversário e resultado | Pos.          | Adversário e resultado | Adversário e resultado | Pos.            |
| --- | --- | --- | ------------- | ---------------------- | ---------------------- | --------------- |
| Ko Young-Min Park Jin-Man Jeong Keun-Woo Lee Dae-Ho Oh Seung-Hwan Jang Won-Sam Kim Min-Jae Lee Yong-Kyu Kim Kwang-Hyun Kim Dong-Joo Jin Kab-Yong Chong Tae-Hyon | Han Ki-Joo Lee Seung-Yeop Yoon Suk-Min Lee Taek-Keun Lee Jin-Young Kang Min-Ho Lee Jong-Wook Kwon Hyuk Kim Hyun-Soo Bong Jung-Keun Song Seung-Jun Ryu Hyun-Jin | USA Estados Unidos V 8-7 CAN Canadá V 1-0 JPN Japão V 5-3 CHN China V 1-0 TPE Taipé Chinês V 9-8 CUB Cuba V 7-4 NED Países Baixos V 10-0 | 1º            | JPN Japão V 6-2        | CUB Cuba V 3-2         | Medalha de ouro |

### Boxe
A Coreia do Sul classificou cinco boxeadores para o torneio olímpico de boxe. Lee, Baik e Kim obtiveram suas vagas no primeiro torneio qualificatório da Ásia. Han e Cho juntaram-se a eles classificando-se no segundo torneio classificatório do continente.
| Atleta        | Evento          | Fase de 32                      | Fase de 16                   | Quartas                   | Semifinais                    | Final                  | Posição           |
| Atleta        | Evento          | Adversário e resultado          | Adversário e resultado       | Adversário e resultado    | Adversário e resultado        | Adversário e resultado | Posição           |
| ------------- | --------------- | ------------------------------- | ---------------------------- | ------------------------- | ----------------------------- | ---------------------- | ----------------- |
| Lee Ok-Sung   | Peso mosca      | USA R. Warren V PTS 9:8         | TUN W. Cherif D PTS 5:11     | Não avançou               | Não avançou                   | Não avançou            | Não avançou       |
| Han Soon-Chul | Peso galo       |                                 | VEN H. Manzanilla D PTS 6:17 | Não avançou               | Não avançou                   | Não avançou            | Não avançou       |
| Baik Jong-Sub | Peso leve       |                                 | THA P. Sayota V PTS 10:4     | ARM H. Javakhyan D WO     | Não avançou                   | Não avançou            | Não avançou       |
| Kim Jung-Joo  | Peso meio-médio | GER J. Culcay-Keth V PTS 11+:11 | ISV J. Jackson V PTS 10:0    | USA D. Andrade V PTS 11:9 | KAZ B. Sarsekbayev D PTS 6:10 | Não avançou            | Medalha de bronze |
| Cho Deok-Jin  | Peso médio      | THA A. Chomphuphuang D PTS 3:9  | Não avançou                  | Não avançou               | Não avançou                   | Não avançou            | Não avançou       |

### Canoagem de velocidade
Feminino
| Atleta      | Evento    | Preliminar | Preliminar | Semifinais  | Semifinais  | Final       | Final       |
| Atleta      | Evento    | Tempo      | Posição    | Tempo       | Posição     | Tempo       | Posição     |
| ----------- | --------- | ---------- | ---------- | ----------- | ----------- | ----------- | ----------- |
| Lee Soon-Ja | K-1 500 m | 1m58s140   | 8º         | Não avançou | Não avançou | Não avançou | Não avançou |

### Ciclismo de estrada
Masculino
| Atleta         | Evento             | Final              | Final   |
| Atleta         | Evento             | Tempo              | Posição |
| -------------- | ------------------ | ------------------ | ------- |
| Park Sung-Baek | Corrida em estrada | 7h03m04s (+39m15s) | 87º     |

Feminino
| Atleta       | Evento             | Final              | Final         |
| Atleta       | Evento             | Tempo              | Posição       |
| ------------ | ------------------ | ------------------ | ------------- |
| Gu Sun-Geun  | Corrida em estrada | 3h45m59s (+39m15s) | 58º           |
| Son Hee-Jung | Corrida em estrada | Não completou      | Não completou |

### Esgrima
Masculino
| Atleta                                | Evento             | Fase de 64             | Fase de 32              | Fase de 16             | Quartas de final       | Semifinais                                | Final                                     | Posição     |
| Atleta                                | Evento             | Adversário e resultado | Adversário e resultado  | Adversário e resultado | Adversário e resultado | Adversário e resultado                    | Adversário e resultado                    | Posição     |
| ------------------------------------- | ------------------ | ---------------------- | ----------------------- | ---------------------- | ---------------------- | ----------------------------------------- | ----------------------------------------- | ----------- |
| Jung Jin-Sun                          | Espada individual  |                        | CHN Li G. V 15-6        | UKR D. Chumak V 15-6   | FRA F. Jeannet D 11-15 | Não avançou                               | Não avançou                               | Não avançou |
| Kim Seung Gu                          | Espada individual  | RSA G. Maduma V 15-12  | HUN G. Imre D 14-15     | Não avançou            | Não avançou            | Não avançou                               | Não avançou                               | Não avançou |
| Kim Won Jin                           | Espada individual  |                        | ESP J. Abajo D 14-15    | Não avançou            | Não avançou            | Não avançou                               | Não avançou                               | Não avançou |
| Choi Byung-Chul                       | Florete individual |                        | QAT K. Al-Hamadi V 15-3 | JPN Y. Ota D 14-15     | Não avançou            | Não avançou                               | Não avançou                               | Não avançou |
| Oh Eun-Seok                           | Sabre individual   |                        | BLR D. Lapkes V 15-8    | FRA N. Lopez D 11-15   | Não avançou            | Não avançou                               | Não avançou                               | Não avançou |
| Jung Jin-Sun Kim Won-Jin Kim Seung-Gu | Espada por equipes |                        |                         |                        | ITA Itália D 37-45     | Classificação 5º-8º VEN Venezuela D 38-45 | Disputa pelo 7º lugar UKR Ucrânia D 39-41 | 8º          |

Feminino
| Atleta        | Evento             | Fase de 64             | Fase de 32                   | Fase de 16              | Quartas de final        | Semifinais              | Final                  | Posição          |
| Atleta        | Evento             | Adversário e resultado | Adversário e resultado       | Adversário e resultado  | Adversário e resultado  | Adversário e resultado  | Adversário e resultado | Posição          |
| ------------- | ------------------ | ---------------------- | ---------------------------- | ----------------------- | ----------------------- | ----------------------- | ---------------------- | ---------------- |
| Jung Hyo-Jung | Espada individual  |                        | USA K. Hurley V 15-6         | GER B. Heidemann D 5-12 | Não avançou             | Não avançou             | Não avançou            | Não avançou      |
| Jung Gil-Ok   | Florete individual |                        | JPN C. Sugawara D 9-11       | Não avançou             | Não avançou             | Não avançou             | Não avançou            | Não avançou      |
| Nam Hyun-Hee  | Florete individual |                        | EGY I. Shaban V 15-6         | HUN G. Varga V 15-4     | JPN C. Sugawara V 15-10 | ITA G. Trillini V 15-10 | ITA V. Vezzali D 5-6   | Medalha de prata |
| Kim Keum-Hwa  | Sabre individual   |                        | FRA C. Vergne V 15-14        | CHN Xue T. D 8-15       | Não avançou             | Não avançou             | Não avançou            | Não avançou      |
| Lee Shin-Mi   | Sabre individual   |                        | CAN O. Ovtchinnikova D 13-15 | Não avançou             | Não avançou             | Não avançou             | Não avançou            | Não avançou      |

### Futebol
Masculino
| Equipe | Equipe | Fase de grupos                                         | Fase de grupos | Quartas                | Semifinal              | Final                  | Pos. |
| Equipe | Equipe | Adversário e resultado                                 | Pos.           | Adversário e resultado | Adversário e resultado | Adversário e resultado | Pos. |
| --- | --- | ------------------------------------------------------ | -------------- | ---------------------- | ---------------------- | ---------------------- | ---- |
| Jung Sung-Ryong Lee Keun-Ho Song Yoo-Geol Shin Kwang-Hoon Kim Dong-Jin Kang Min-Soo Kim Chang-Soo Kim Jin-Kyu Kim Kun-Hoan | Oh Jang-Eun Kim Jung-Woo Lee Chung-Yong Ki Sung-Yong Kim Seung-Yong Baek Ji-Hoon Cho Young-Cheol Shin Young-Rok Park Chu-Young | CMR Camarões E 1-1 ITA Itália D 0-3 HON Honduras V 1-0 | 3º (Gr. D)     | Não avançou            | Não avançou            | Não avançou            | 10º  |

### Ginástica artística
Masculino
| Atleta                                                                       | Evento           | Aparelho | Aparelho | Aparelho       | Aparelho | Aparelho       | Aparelho  | Qualificação | Qualificação | Final       | Final            |
| Atleta                                                                       | Evento           | Salto    | Solo     | Cav. com alças | Argolas  | Bar. paralelas | Bar. fixa | Total        | Pos.         | Total       | Pos.             |
| ---------------------------------------------------------------------------- | ---------------- | -------- | -------- | -------------- | -------- | -------------- | --------- | ------------ | ------------ | ----------- | ---------------- |
| Kim Dae-Eun                                                                  | Individual geral | 16,050   | 15,500   | 14,725         | 15,450   | 16,050         | 14,625    | 92,400       | 3º           | 90,775      | 11º              |
| Kim Ji-Hoon                                                                  | Individual geral | 15,650   | 14,975   | 15,175         |          |                | 14,525    | 60,325       | 62º          | Não avançou | Não avançou      |
| Kim Ji-Hoon                                                                  | Cavalo com alças |          |          |                |          |                |           | 15,175       | 8º           | 15,175      | 6º               |
| Kim Seung-Il                                                                 | Individual geral | 15,650   | 14,975   | 14,550         | 14,325   | 15,325         | 12,175    | 87,000       | 34º          | Não avançou | Não avançou      |
| Kim Su-Myon                                                                  | Individual geral | 16,025   | 15,575   | 13,800         | 14,175   | 15,350         | 14,975    | 89,900       | 18º          | Não avançou | Não avançou      |
| Yang Tae-Young                                                               | Individual geral | 16,000   | 13,850   | 15,000         | 16,000   | 16,100         | 13,475    | 89,300       | 22º          | 91,600      | 8º               |
| Yang Tae-Young                                                               | Barras paralelas |          |          |                |          |                |           | 16,100       | 6º           | 15,650      | 7º               |
| Yoo Won-Chul                                                                 | Individual geral |          |          |                | 15,575   | 16,150         |           | 31,725       | 85º          | Não avançou | Não avançou      |
| Yoo Won-Chul                                                                 | Barras paralelas |          |          |                |          |                |           | 16,150       | 4º           | 16,250      | Medalha de prata |
| Kim Dae-Eun Kim Ji-Hoon Kim Seung-Il Kim Su-Myon Yang Tae-Young Yoo Won-Chul | Equipes          | 63,725   | 61,025   | 59,450         | 60,225   | 63,650         | 57,600    | 365,675      | 4º           | 274,375     | 5º               |

Feminino
| Atleta      | Evento           | Aparelho | Aparelho | Aparelho          | Aparelho | Qualificação | Qualificação | Final       | Final       |
| Atleta      | Evento           | Salto    | Solo     | Bar. assimétricas | Trave    | Total        | Pos.         | Total       | Pos.        |
| ----------- | ---------------- | -------- | -------- | ----------------- | -------- | ------------ | ------------ | ----------- | ----------- |
| Jo Hyun-Joo | Individual geral | 14,125   | 13,375   | 11,875            | 13,400   | 52,775       | 58º          | Não avançou | Não avançou |

### Ginástica rítmica
| Atleta      | Evento     | Qualificatória | Qualificatória | Qualificatória | Qualificatória | Qualificatória | Qualificatória | Final       | Final       | Final       | Final       | Final       | Final       |
| Atleta      | Evento     | Arco           | Corda          | Maças          | Fita           | Total          | Posição        | Arco        | Corda       | Maças       | Fita        | Total       | Posição     |
| ----------- | ---------- | -------------- | -------------- | -------------- | -------------- | -------------- | -------------- | ----------- | ----------- | ----------- | ----------- | ----------- | ----------- |
| Shin Soo-Ji | Individual | 16,325         | 16,375         | 16,600         | 16,850         | 66,150         | 12º            | Não avançou | Não avançou | Não avançou | Não avançou | Não avançou | Não avançou |

### Halterofilismo
Masculino
| Atleta         | Evento | Arranque (kg) | Arremesso (kg) | Total (kg)    | Posição         |
| -------------- | ------ | ------------- | -------------- | ------------- | --------------- |
| Ji Hun-Min     | -62kg  | 142,0         | 0              | Não completou | Não completou   |
| Lee Bae-Young  | -69kg  | 155,0         | 0              | Não completou | Não completou   |
| Kim Kwang-Hoon | -77kg  | 155,0         | 200,0          | 355,0         | 4º              |
| Sa Jae-Hyouk   | -77kg  | 163,0         | 203,0          | 366,0         | Medalha de ouro |
| Jeon Sang-Guen | +105kg | 0             | Não completou  | Não completou | Não completou   |

Feminino
| Atleta        | Evento | Arranque (kg) | Arremesso (kg) | Total (kg) | Posição          |
| ------------- | ------ | ------------- | -------------- | ---------- | ---------------- |
| Im Jyoung-Hwa | -48kg  | 86,0          | 110,0          | 196,0      | 4º               |
| Yoon Jin-Hee  | -53kg  | 94,0          | 119,0          | 213,0      | Medalha de prata |
| Kim Sook-Yung | -63kg  | 98,0          | 127,0          | 225,0      | 6º               |
| Jang Mi-Ran   | +75kg  | 140,0         | 186,0          | 326,0      | Medalha de ouro  |

### Handebol
Masculino
| Equipe | Fase de Grupos                                                                                       | Fase de Grupos | Quartas de final       | Semifinal                               | Final                                       | Pos. |
| Equipe | Adversário e resultado                                                                               | Pos.           | Adversário e resultado | Adversário e resultado                  | Adversário e resultado                      | Pos. |
| --- | --- | -------------- | ---------------------- | --------------------------------------- | ------------------------------------------- | ---- |
| Han Kyung-Tai Jeong Yi-Kyeong Kim Tea-Wan Jung Su-Young Park Jung-Geu Park Chan-Yong Yoon Kyung-Shin Cho Chi-Hyo Lee Tea-Young Kang Il-Koo Lee Jae-Woo Paek Won-Chul Ko Kyung-Soo Yoon Kyung-Min | GER Alemanha D 23-27 DEN Dinamarca V 31-30 ISL Islândia V 22-21 EGY Egito V 24-22 RUS Rússia D 22-29 | 1º (Gr. B)     | ESP Espanha D 24-29    | Classificação 5º-8º POL Polônia D 26-29 | Disputa pelo 7º lugar DEN Dinamarca D 26-37 | 8º   |

Feminino
| Equipe | Fase de Grupos                                                                                    | Fase de Grupos | Quartas de final       | Semifinal              | Final                                   | Pos.              |
| Equipe | Adversário e resultado                                                                            | Pos.           | Adversário e resultado | Adversário e resultado | Adversário e resultado                  | Pos.              |
| --- | ------------------------------------------------------------------------------------------------- | -------------- | ---------------------- | ---------------------- | --------------------------------------- | ----------------- |
| Kim Nam-Sun Kim O-Na Kim Cha-Youn Moon Pil-Hee Park Jung-Hee Bae Min-Hee Song Hai-Rim An Jung-Hwa Oh Seong-Ok Oh Yong-Ran Lee Min-Hee Choi Im-Jeong Huh Soon-Young Hong Jeong-Ho | RUS Rússia E 29-29 GER Alemanha V 30-20 SWE Suécia V 31-23 BRA Brasil D 32-33 HUN Hungria V 33-22 | 2º (Gr. B)     | CHN China V 31-23      | NOR Noruega D 28-29    | Disputa pelo bronze HUN Hungria V 33-28 | Medalha de bronze |

### Hipismo
Adestramento
| Atleta        | Cavalo       | Evento     | Grand Prix/ Final Equipes | Grand Prix/ Final Equipes | Grand Prix Special | Grand Prix Special | Grand Prix Freestyle/ Final Individual | Grand Prix Freestyle/ Final Individual | Resultado final | Resultado final |
| Atleta        | Cavalo       | Evento     | Pontos                    | Posição                   | Pontos             | Posição            | Pontos                                 | Posição                                | Total Pontos    | Posição         |
| ------------- | ------------ | ---------- | ------------------------- | ------------------------- | ------------------ | ------------------ | -------------------------------------- | -------------------------------------- | --------------- | --------------- |
| Choi Jun-Sang | Cinque Cento | Individual | 57,333                    | 46º                       | Não avançou        | Não avançou        | Não avançou                            | Não avançou                            | Não avançou     | Não avançou     |

### Hóquei sobre a grama
Masculino
| Equipe | Fase de grupos                                                                                 | Fase de grupos | Segunda fase                               | Final                  | Pos. |
| Equipe | Adversário e resultado                                                                         | Pos.           | Adversário e resultado                     | Adversário e resultado | Pos. |
| --- | ---------------------------------------------------------------------------------------------- | -------------- | ------------------------------------------ | ---------------------- | ---- |
| Ko Dong-Sik Kim Byung-Hoon Kim Chul Kim Yong-Bae Lee Nam-Yong Seo Jong-Ho Kang Seong-Jung Yoon Sung-Hoon You Hyo-Sik Yeo Woon-Kon Cha Jong-Bok Lee Myung-Ho Hong Eun-Seong Kang Moon-Kweon Kim Sam-Seok Jang Jong-Hyun | NZL Nova Zelândia D 1-3 CHN China V 5-2 GER Alemanha E 3-3 BEL Bélgica V 3-1 ESP Espanha D 1-2 | 3º (Gr. A)     | Decisão do 5º lugar GBR Grã-Bretanha D 2-5 | Não avançou            | 6º   |

Feminino
| Equipe | Fase de grupos                                                                                        | Fase de grupos | Segunda fase                         | Final                  | Pos. |
| Equipe | Adversário e resultado                                                                                | Pos.           | Adversário e resultado               | Adversário e resultado | Pos. |
| --- | --- | -------------- | ------------------------------------ | ---------------------- | ---- |
| Moon Young-Hui Cho Hye-Sook Kim Young-Ran Lee Seon-Ok Kim Jung-Hee Park Mi-Hyun Kim Jin-Kyoung Kim Mi-Seon Kim Jong-Eun Eum Mi-Young Kim Sung-Hee Seo Hye-Jin Park Jeong-Sook Kim Eun-Sil Kim Da-Rae Han Hye-Lyoung | AUS Austrália D 4-5 NED Países Baixos D 2-3 ESP Espanha D 1-2 CHN China D 1-6 RSA África do Sul V 5-2 | 5º (Gr. A)     | Decisão do 9º lugar: JPN Japão V 2-1 | Não avançou            | 9º   |

### Judô
Masculino
| Atleta       | Evento  | Preliminares              | Fase de 32                      | Fase de 16                     | Quartas                         | Semifinais                | Repescagem             | Repescagem                | Repescagem                      | Final                       | Final            |
| Atleta       | Evento  | Preliminares              | Fase de 32                      | Fase de 16                     | Quartas                         | Semifinais                | 1ª fase                | Quartas                   | Semifinais                      | Final                       | Final            |
| Atleta       | Evento  | Adversário e resultado    | Adversário e resultado          | Adversário e resultado         | Adversário e resultado          | Adversário e resultado    | Adversário e resultado | Adversário e resultado    | Adversário e resultado          | Adversário e resultado      | Pos.             |
| ------------ | ------- | ------------------------- | ------------------------------- | ------------------------------ | ------------------------------- | ------------------------- | ---------------------- | ------------------------- | ------------------------------- | --------------------------- | ---------------- |
| Choi Min-Ho  | -60 kg  |                           | ARG M. Albarracín V 1000-0000   | IRI M. Akhondzadeh V 1000-0000 | UZB R. Sobirov V 1001-0000      | NED R. Houkes V 1000-0000 |                        |                           |                                 | AUT L. Paischer V 1000-0000 | Medalha de ouro  |
| Kim Joo-Jin  | -66 kg  |                           | BRA J. Derly D 0001-0002        | Não avançou                    | Não avançou                     | Não avançou               | Não avançou            | Não avançou               | Não avançou                     | Não avançou                 | Não avançou      |
| Wang Ki-Chun | -73 kg  |                           | KAZ R. Ibragimov V 1011-0000    | UZB S. Muminov V 1100-0000     | BRA L. Guilheiro V 0100-0000    | TJK R. Boqiev V 0010-0001 |                        |                           |                                 | AZE E. Mammadli D 0000-1000 | Medalha de prata |
| Kim Jae-Bum  | -81 kg  |                           | BLR S. Shundikov V 0011-0000    | POL R. Krawczyk V 1100-0001    | POR J. Neto V 0001-0000         | NED G. Elmont V 0001-0000 |                        |                           |                                 | GER O. Bischof D 0000-0010  | Medalha de prata |
| Choi Sun-Hi  | -90 kg  |                           | EGY H. Mesbah D 0000-0000 (SUP) | Não avançou                    | Não avançou                     | Não avançou               | Não avançou            | Não avançou               | Não avançou                     | Não avançou                 | Não avançou      |
| Jang Sung-ho | -100 kg |                           | VEN A. Rosales V 1010-0001      | CUB O. Despaigne V 0001-0000   | MGL N. Tüvshinbayar D 0010-0011 |                           |                        | GER B. Behrla V 1000-0000 | GEO L. Zhorzholiani D 0020-0021 | Não avançou                 | Não avançou      |
| Kim Sung-Bum | +100 kg | HAI J. Brutus V 1001-0000 | EST M. Padar D 0000-1100        | Não avançou                    | Não avançou                     | Não avançou               | Não avançou            | Não avançou               | Não avançou                     | Não avançou                 | Não avançou      |

Feminino
| Atleta          | Evento | Preliminares           | Fase de 32                 | Fase de 16                   | Quartas                     | Semifinais                  | Repescagem              | Repescagem                       | Repescagem                    | Final                                           | Final             |
| Atleta          | Evento | Preliminares           | Fase de 32                 | Fase de 16                   | Quartas                     | Semifinais                  | 1ª fase                 | Quartas                          | Semifinais                    | Final                                           | Final             |
| Atleta          | Evento | Adversário e resultado | Adversário e resultado     | Adversário e resultado       | Adversário e resultado      | Adversário e resultado      | Adversário e resultado  | Adversário e resultado           | Adversário e resultado        | Adversário e resultado                          | Pos.              |
| --------------- | ------ | ---------------------- | -------------------------- | ---------------------------- | --------------------------- | --------------------------- | ----------------------- | -------------------------------- | ----------------------------- | ----------------------------------------------- | ----------------- |
| Kim Yong-Ram    | -48 kg |                        |                            | UKR L. Lusnikova V 0100-0000 | ROU A. Dumitru D 0000-1000  |                             |                         | HUN E. Csernoviczki D 0000-0001  | Não avançou                   | Não avançou                                     | Não avançou       |
| Kim Kyung-Ok    | -52 kg |                        |                            | DOM M. García V 1003-0000    | ALG S. Haddad D 0001-0210   |                             |                         | LUX M. Muller V 0010-0001        | ESP A. Carrascosa V 1010-0001 | Disputa pelo bronze JPN M. Nakamura D 0000-0200 | 5º                |
| Kang Sin-Yong   | -57 kg |                        | BRA K. Quadros D 0002-0011 | Não avançou                  | Não avançou                 | Não avançou                 | Não avançou             | Não avançou                      | Não avançou                   | Não avançou                                     | Não avançou       |
| Kong Ja-Young   | -63 kg |                        | BRA D. Barbosa V 1000-0100 | CHN Xu Y. V 0100-0012        | JPN A. Tanimoto D 0001-1000 |                             |                         | VEN Y. Barreto D 0100-1001       | Não avançou                   | Não avançou                                     | Não avançou       |
| Park Ka-Yeon    | -70 kg |                        | JPN M. Ueno D 0000-1010    |                              |                             |                             | CHN Wang J. D 0000-0010 | Não avançou                      | Não avançou                   | Não avançou                                     | Não avançou       |
| Jeong Gyeong-Mi | -78 kg |                        |                            | GBR M. Rogers V 0001-0000    | GER H. Wollert V 1002-0000  | CUB Y. Castillo D 0000-0001 |                         |                                  |                               | Disputa pelo bronze BRA E. Silva V 1010-0000    | Medalha de bronze |
| Kim Na-young    | +78 kg |                        |                            | TUN N. Rouhou V 0011-0001    | CHN Tong W. D 0000-1001     |                             |                         | RUS T. Donguzashvili V 1000-0000 | EGY S. Ramadan V 0200-0000    | Disputa pelo bronze SLO L. Polavder D 0000-0001 | 5º                |

### Lutas
Greco-romana
| Atleta        | Evento | Preliminar                        | Oitavas de final          | Quartas de final                   | Semifinal                      | Repescagem 1ª rodada   | Repescagem 2ª rodada        | Final                                         | Final             |
| Atleta        | Evento | Adversário e resultado            | Adversário e resultado    | Adversário e resultado             | Adversário e resultado         | Adversário e resultado | Adversário e resultado      | Adversário e resultado                        | Pos.              |
| ------------- | ------ | --------------------------------- | ------------------------- | ---------------------------------- | ------------------------------ | ---------------------- | --------------------------- | --------------------------------------------- | ----------------- |
| Park Eun-Chul | -55 kg |                                   | DEN A. Nyblom V 3-1, 5-0  | USA S. Mango V 3-2, 6-1            | RUS N. Mankiev D 1-1, 0-6, 1-2 |                        |                             | Disputa pelo bronze IRI H. Sourian V 1-1, 2-2 | Medalha de bronze |
| Jung Ji-Hyun  | -60 kg |                                   | BLR Y. Dubinin V 3-0, 6-0 | KAZ N. Tengizbayev D 2-1, 2-3, 0-2 | Não avançou                    | Não avançou            | Não avançou                 | Não avançou                                   | Não avançou       |
| Kim Min-Chul  | -66 kg | IRI A. Mohammadi D 1-1, 1-1       | Não avançou               | Não avançou                        | Não avançou                    | Não avançou            | Não avançou                 | Não avançou                                   | Não avançou       |
| Kim Jung-Sub  | -84 kg | SWE A. Abrahamian D 3-1, 1-1, 1-1 | Não avançou               | Não avançou                        | Não avançou                    | Não avançou            | Não avançou                 | Não avançou                                   | Não avançou       |
| Han Tae-Young | -96 kg |                                   | GER M. Englich D 1-2, 2-2 |                                    |                                |                        | ALB E. Guri V 1-1, 1-1, 3-1 | Disputa pelo bronze USA A. Wheeler D 1-2, 1-4 | 5º                |

Livre masculino
| Atleta         | Evento  | Preliminar                | Oitavas de final                | Quartas de final                | Semifinal              | Repescagem 1ª rodada          | Repescagem 2ª rodada      | Final                  | Final       |
| Atleta         | Evento  | Adversário e resultado    | Adversário e resultado          | Adversário e resultado          | Adversário e resultado | Adversário e resultado        | Adversário e resultado    | Adversário e resultado | Pos.        |
| -------------- | ------- | ------------------------- | ------------------------------- | ------------------------------- | ---------------------- | ----------------------------- | ------------------------- | ---------------------- | ----------- |
| Kim Hyo-Sub    | -55 kg  |                           | ESP F. Sánchez V 3-1, 3-1       | AZE N. Sevdimov D 2-1, 0-1, 0-2 | Não avançou            | Não avançou                   | Não avançou               | Não avançou            | Não avançou |
| Kim Jong-Dae   | -60 kg  |                           | MKD M. Ramazanov D 0-4, 1-3     | Não avançou                     | Não avançou            | Não avançou                   | Não avançou               | Não avançou            | Não avançou |
| Jung Young-Ho  | -66 kg  |                           | BUL S. Barzakov D 0-1, 2-1, 0-2 | Não avançou                     | Não avançou            | Não avançou                   | Não avançou               | Não avançou            | Não avançou |
| Cho Byung-Kwan | -74 kg  | RUS B. Saitiev D 0-1, 2-7 |                                 |                                 |                        | TUR A. Gülhan V 1-0, 0-2, 2-1 | CUB I. Fundora D 0-2, 0-4 | Não avançou            | Não avançou |
| Kim Jae-Gang   | -120 kg |                           | KAZ M. Mutalimov D 1-1, 0-2     | Não avançou                     | Não avançou            | Não avançou                   | Não avançou               | Não avançou            | Não avançou |

Livre feminino
| Atleta        | Evento | Preliminar             | Oitavas de final          | Quartas de final        | Semifinal              | Repescagem 1ª rodada   | Repescagem 2ª rodada      | Final                  | Final       |
| Atleta        | Evento | Adversário e resultado | Adversário e resultado    | Adversário e resultado  | Adversário e resultado | Adversário e resultado | Adversário e resultado    | Adversário e resultado | Pos.        |
| ------------- | ------ | ---------------------- | ------------------------- | ----------------------- | ---------------------- | ---------------------- | ------------------------- | ---------------------- | ----------- |
| Kim Hyung-Joo | -48 kg |                        | AUS K. Bremner V 6-0, 4-0 | CAN C. Huynh D 0-1, 0-1 |                        |                        | AZE M. Stadnik D 0-1, 2-3 | Não avançou            | Não avançou |

### Natação
Masculino
| Atleta(s)     | Evento          | Eliminatórias | Eliminatórias | Semifinal    | Semifinal   | Final        | Final            |
| Atleta(s)     | Evento          | Tempo         | Posição       | Tempo        | Posição     | Tempo        | Posição          |
| ------------- | --------------- | ------------- | ------------- | ------------ | ----------- | ------------ | ---------------- |
| Lim Nam-Kyun  | 100 m livre     | 51s80         | 54º           | Não avançou  | Não avançou | Não avançou  | Não avançou      |
| Park Tae-Hwan | 200 m livre     | 1m46s73       | 6º            | 1m45s99 (AS) | 2º          | 1m44s85 (AS) | Medalha de prata |
| Park Tae-Hwan | 400 m livre     | 3m43s35       | 3º            |              |             | 3m41s86 (AS) | Medalha de ouro  |
| Park Tae-Hwan | 1500 m livre    | 15m05s35      | 16º           |              |             | Não avançou  | Não avançou      |
| Sung Min      | 100 m costas    | 54s99         | 23º           | Não avançou  | Não avançou | Não avançou  | Não avançou      |
| Kim Ji-Hyeon  | 200 m costas    | 2m00s72       | 26º           | Não avançou  | Não avançou | Não avançou  | Não avançou      |
| Shin Su-Jong  | 200 m peito     | 2m16s21       | 43º           | Não avançou  | Não avançou | Não avançou  | Não avançou      |
| Yu Jeong-Nam  | 200 m borboleta | 2m01s00       | 34º           | Não avançou  | Não avançou | Não avançou  | Não avançou      |
| Park Beom-Ho  | 200 m medley    | 2m06s17       | 44º           | Não avançou  | Não avançou | Não avançou  | Não avançou      |

Feminino
| Atleta(s)      | Evento          | Eliminatórias | Eliminatórias | Semifinal   | Semifinal   | Final       | Final       |
| Atleta(s)      | Evento          | Tempo         | Posição       | Tempo       | Posição     | Tempo       | Posição     |
| -------------- | --------------- | ------------- | ------------- | ----------- | ----------- | ----------- | ----------- |
| Chang Hee-Jin  | 50 m livre      | 25s59         | 31º           | Não avançou | Não avançou | Não avançou | Não avançou |
| Chang Hee-Jin  | 100 m livre     | 55s96         | 32º           | Não avançou | Não avançou | Não avançou | Não avançou |
| Lee Kyo-Ra     | 200 m livre     | 2m05s71       | 46º           | Não avançou | Não avançou | Não avançou | Não avançou |
| Lee Ji-Eun     | 400 m livre     | 4m21s53       | 37º           |             |             | Não avançou | Não avançou |
| Kim Yu-Yeon    | 100 m costas    | 1m04s63       | 44º           | Não avançou | Não avançou | Não avançou | Não avançou |
| Kang Young-Seo | 200 m costas    | 2m14s52       | 26º           | Não avançou | Não avançou | Não avançou | Não avançou |
| Jeong Seul-Ki  | 100 m peito     | 1m09s26       | 23º           | Não avançou | Não avançou | Não avançou | Não avançou |
| Jeong Seul-Ki  | 200 m peito     | 2m25s95       | 11º           | 2m26s83     | 11º         | Não avançou | Não avançou |
| Jeong Da-Rae   | 200 m peito     | 2m27s28       | 16º           | 2m28s28     | 14º         | Não avançou | Não avançou |
| Choi Hye-Ra    | 100 m borboleta | 1m00s65       | 40º           | Não avançou | Não avançou | Não avançou | Não avançou |
| Choi Hye-Ra    | 200 m borboleta | 2m11s42       | 23º           | Não avançou | Não avançou | Não avançou | Não avançou |
| Choi Hye-Ra    | 200 m medley    | 2m15s26       | 24º           | Não avançou | Não avançou | Não avançou | Não avançou |
| Nam Yu-Seon    | 400 m medley    | 4m46s74       | 28º           |             |             | Não avançou | Não avançou |

### Pentatlo moderno
Masculino
| Atleta        | Evento     | Tiro   | Tiro | Esgrima  | Esgrima | Natação | Natação | Hipismo | Hipismo | Corrida | Corrida | Total | Posição |
| Atleta        | Evento     | Pontos | PPM  | Vitórias | PPM     | Tempo   | PPM     | Pontos  | PPM     | Tempo   | PPM     | PPM   | Posição |
| ------------- | ---------- | ------ | ---- | -------- | ------- | ------- | ------- | ------- | ------- | ------- | ------- | ----- | ------- |
| Lee Chun-Heon | Individual | 176    | 1048 | 19       | 856     | 2m09s18 | 1252    | DNF     | 84      | 9m41s05 | 1076    | 4316  | 33º     |
| Nam Dong-Hun  | Individual | 181    | 1108 | 15       | 760     | 2m05s28 | 1300    | 144.52  | 540     | 9m30s67 | 1120    | 4828  | 29º     |

Feminino
| Atleta       | Evento     | Tiro   | Tiro | Esgrima  | Esgrima | Natação | Natação | Hipismo | Hipismo | Corrida  | Corrida | Total | Posição |
| Atleta       | Evento     | Pontos | PPM  | Vitórias | PPM     | Tempo   | PPM     | Pontos  | PPM     | Tempo    | PPM     | PPM   | Posição |
| ------------ | ---------- | ------ | ---- | -------- | ------- | ------- | ------- | ------- | ------- | -------- | ------- | ----- | ------- |
| Yun Cho-Rong | Individual | 166    | 928  | 16       | 784     | 2m22s88 | 1208    | 71.57   | 1060    | 11m47s30 | 892     | 4872  | 33º     |

Legenda: PPM = pontos de pentatlo moderno

### Remo
Masculino
| Equipe                      | Evento           | Eliminatórias | Eliminatórias | Repescagem | Repescagem | Quartas | Quartas | Semifinal | Semifinal | Final   | Final                |
| Equipe                      | Evento           | Tempo         | Posição       | Tempo      | Posição    | Tempo   | Posição | Tempo     | Posição   | Tempo   | Posição (Pos. final) |
| --------------------------- | ---------------- | ------------- | ------------- | ---------- | ---------- | ------- | ------- | --------- | --------- | ------- | -------------------- |
| Kim Hong-Kyun Jang Kang-Eun | Skiff duplo leve | 6m42s97       | 5º R          | 7m12s17    | 6º S C/D   |         |         | 6m47s13   | 4º FD     | 6m47s44 | 2º (20º)             |

Feminino
| Equipe                  | Evento           | Eliminatórias | Eliminatórias | Repescagem | Repescagem | Quartas | Quartas  | Semifinal | Semifinal | Final   | Final                |
| Equipe                  | Evento           | Tempo         | Posição       | Tempo      | Posição    | Tempo   | Posição  | Tempo     | Posição   | Tempo   | Posição (Pos. final) |
| ----------------------- | ---------------- | ------------- | ------------- | ---------- | ---------- | ------- | -------- | --------- | --------- | ------- | -------------------- |
| Shin Yeong-Eun          | Skiff simples    | 8m17s40       | 3º Q          |            |            | 7m58s71 | 6º S C/D | 8m23s62   | 5º FD     | 7m48s31 | 2º (20º)             |
| Ji Yoo-Jin Ko Young-Eun | Skiff duplo leve | 7m39s70       | 5º R          | 8m03s51    | 6º FC      |         |          |           |           | 7m39s46 | 5º (17º)             |

### Saltos ornamentais
Masculino
| Atletas         | Evento                   | Preliminares | Preliminares | Semifinal   | Semifinal   | Final       | Final       |
| Atletas         | Evento                   | Pontos       | Posição      | Pontos      | Posição     | Pontos      | Posição     |
| --------------- | ------------------------ | ------------ | ------------ | ----------- | ----------- | ----------- | ----------- |
| Son Seong-Cheol | Trampolim 3 m individual | 353,35       | 29º          | Não avançou | Não avançou | Não avançou | Não avançou |

### Taekwondo
Masculino
| Atleta       | Evento | Preliminares             | Quartas                | Semifinais             | Repescagem             | Final                   | Posição         |
| Atleta       | Evento | Adversário e resultado   | Adversário e resultado | Adversário e resultado | Adversário e resultado | Adversário e resultado  | Posição         |
| ------------ | ------ | ------------------------ | ---------------------- | ---------------------- | ---------------------- | ----------------------- | --------------- |
| Son Tae-Jin  | -68kg  | NED D. Bekkers V 4-3     | TUR S. Tazegul V 1-0   | TPE Sung Y-C. V 7-6    |                        | USA M. Lopez V 3-2      | Medalha de ouro |
| Cha Dong-Min | +80kg  | CRC K. Moitland V 1-(-2) | UZB A. Irgashev V 2-0  | CUB Á. Matos V 1-0     |                        | GRE A. Nikolaidis V 5-4 | Medalha de ouro |

Feminino
| Atleta           | Evento | Preliminares            | Quartas                | Semifinais             | Repescagem             | Final                  | Posição         |
| Atleta           | Evento | Adversário e resultado  | Adversário e resultado | Adversário e resultado | Adversário e resultado | Adversário e resultado | Posição         |
| ---------------- | ------ | ----------------------- | ---------------------- | ---------------------- | ---------------------- | ---------------------- | --------------- |
| Lim Su-Jeong     | -57kg  | TPE Su L-W. V 1-0       | NZL R. Cheong V 4-1    | ITA V. Calabrese V 5-1 |                        | TUR A. Tanrıkulu V 1-0 | Medalha de ouro |
| Hwang Kyung-Seon | -67kg  | UAE S. Al-Maktoum V 5-1 | CRO S. Šarić V 3-1     | FRA G. Épangue V 2-1   |                        | CAN K. Sergerie V 2-1  | Medalha de ouro |

### Tênis
Masculino
| Atleta         | Evento  | Fase de 64                     | Fase de 32             | Fase de 16             | Quartas                | Semifinais             | Final                  | Final       |
| Atleta         | Evento  | Adversário e resultado         | Adversário e resultado | Adversário e resultado | Adversário e resultado | Adversário e resultado | Adversário e resultado | Posição     |
| -------------- | ------- | ------------------------------ | ---------------------- | ---------------------- | ---------------------- | ---------------------- | ---------------------- | ----------- |
| Lee Hyung-Taik | Simples | ESA R. Arevalo D 6-4, 3-6, 4-6 | Não avançou            | Não avançou            | Não avançou            | Não avançou            | Não avançou            | Não avançou |

### Tênis de mesa
Masculino
| Atleta(s)      | Evento     | Preliminar             | 1ª etapa               | 2ª etapa                                                         | 3ª etapa                                                          | 4ª etapa                                         | Quartas                                   | Semifinais             | Final                  |
| Atleta(s)      | Evento     | Adversário e resultado | Adversário e resultado | Adversário e resultado                                           | Adversário e resultado                                            | Adversário e resultado                           | Adversário e resultado                    | Adversário e resultado | Adversário e resultado |
| -------------- | ---------- | ---------------------- | ---------------------- | ---------------------------------------------------------------- | ----------------------------------------------------------------- | ------------------------------------------------ | ----------------------------------------- | ---------------------- | ---------------------- |
| Oh Sang-Eun    | Individual |                        |                        |                                                                  | NGR S. Toriola V 4-3 (12-14, 15-13, 11-6, 11-5, 9-11, 9-11, 11-7) | GER T. Boll V 4-1 (11-9, 11-4, 11-9, 8-11, 11-4) | CHN Ma L. D 0-4 (3-11, 5-11, 9-11, 10-11) | Não avançou            | Não avançou            |
| Ryu Seung-Min  | Individual |                        |                        |                                                                  | HKG Ko L-C. D 2-4 (7-11, 8-11, 6-11, 11-4, 11-5, 10-12)           | Não avançou                                      | Não avançou                               | Não avançou            | Não avançou            |
| Yoon Jae-Young | Individual |                        |                        | AUS W. Henzell V 4-3 (4-11, 7-11, 11-9, 10-12, 11-5, 11-7, 11-4) | AUT W. Schlager D 3-4 (12-10, 8-11, 11-6, 4-11, 11-9, 6-11, 8-11) | Não avançou                                      | Não avançou                               | Não avançou            | Não avançou            |

| Atletas                                  | Evento  | Fase de grupos         | Fase de grupos | Semifinal              | Repescagem 1ª rodada   | Repescagem 2ª rodada   | Final                                   | Pos.              |
| Atletas                                  | Evento  | Adversário e resultado | Pos.           | Adversário e resultado | Adversário e resultado | Adversário e resultado | Adversário e resultado                  | Pos.              |
| ---------------------------------------- | ------- | ---------------------- | -------------- | ---------------------- | ---------------------- | ---------------------- | --------------------------------------- | ----------------- |
| Oh Sang-Eun Ryu Seung-Min Yoon Jae-Young | Equipes | SWE Suécia V 3-0       | 1º (Grupo C)   | CHN China D 0-3        |                        | HKG Hong Kong V 3-1    | Disputa pelo bronze AUS Austrália V 3-1 | Medalha de bronze |
| Oh Sang-Eun Ryu Seung-Min Yoon Jae-Young | Equipes | BRA Brasil V 3-1       | 1º (Grupo C)   | CHN China D 0-3        |                        | HKG Hong Kong V 3-1    | Disputa pelo bronze AUS Austrália V 3-1 | Medalha de bronze |
| Oh Sang-Eun Ryu Seung-Min Yoon Jae-Young | Equipes | TPE Taipé Chinês V 3-1 | 1º (Grupo C)   | CHN China D 0-3        |                        | HKG Hong Kong V 3-1    | Disputa pelo bronze AUS Austrália V 3-1 | Medalha de bronze |

Feminino
| Atleta(s)     | Evento     | Preliminar             | 1ª etapa               | 2ª etapa                                         | 3ª etapa                                                     | 4ª etapa                                                      | Quartas                | Semifinais             | Final                  |
| Atleta(s)     | Evento     | Adversário e resultado | Adversário e resultado | Adversário e resultado                           | Adversário e resultado                                       | Adversário e resultado                                        | Adversário e resultado | Adversário e resultado | Adversário e resultado |
| ------------- | ---------- | ---------------------- | ---------------------- | ------------------------------------------------ | ------------------------------------------------------------ | ------------------------------------------------------------- | ---------------------- | ---------------------- | ---------------------- |
| Dang Ye-Seo   | Individual |                        |                        | AUS Miao M. V 4-1 (11-3, 7-11, 11-3, 11-6, 11-6) | SIN Feng T. D 0-4 (4-11, 5-11, 3-11, 5-11)                   | Não avançou                                                   | Não avançou            | Não avançou            | Não avançou            |
| Kim Kyung-Ah  | Individual |                        |                        |                                                  | JPN H. Fukuoka V 4-2 (11-9, 14-16, 12-10, 12-14, 11-9, 11-7) | CHN Wang C. D 3-4 (9-11, 11-9, 8-11, 12-10, 11-6, 9-11, 5-11) | Não avançou            | Não avançou            | Não avançou            |
| Park Mi-Young | Individual |                        |                        |                                                  | PRK Kim J. V 4-0 (11-7, 11-4, 11-8, 11-6)                    | CHN Wang N. D 2-4 (7-11, 7-11, 11-9, 6-11, 13-11, 5-11)       | Não avançou            | Não avançou            | Não avançou            |

| Atletas                                | Evento  | Fase de grupos         | Fase de grupos | Semifinal              | Repescagem 1ª rodada   | Repescagem 2ª rodada     | Final                               | Pos.              |
| Atletas                                | Evento  | Adversário e resultado | Pos.           | Adversário e resultado | Adversário e resultado | Adversário e resultado   | Adversário e resultado              | Pos.              |
| -------------------------------------- | ------- | ---------------------- | -------------- | ---------------------- | ---------------------- | ------------------------ | ----------------------------------- | ----------------- |
| Dang Ye-Seo Kim Kyung-Ah Park Mi-Young | Equipes | ESP Espanha V 3-0      | 1º (Grupo D)   | SIN Singapura D 2-3    |                        | USA Estados Unidos V 3-0 | Disputa pelo bronze JPN Japão V 3-0 | Medalha de bronze |
| Dang Ye-Seo Kim Kyung-Ah Park Mi-Young | Equipes | AUS Austrália V 3-0    | 1º (Grupo D)   | SIN Singapura D 2-3    |                        | USA Estados Unidos V 3-0 | Disputa pelo bronze JPN Japão V 3-0 | Medalha de bronze |
| Dang Ye-Seo Kim Kyung-Ah Park Mi-Young | Equipes | JPN Japão V 3-0        | 1º (Grupo D)   | SIN Singapura D 2-3    |                        | USA Estados Unidos V 3-0 | Disputa pelo bronze JPN Japão V 3-0 | Medalha de bronze |

### Tiro
Masculino
| Atleta        | Evento                 | Qualificação | Qualificação | Final       | Final       | Posição          |
| Atleta        | Evento                 | Placar       | Posição      | Placar      | Total       | Posição          |
| ------------- | ---------------------- | ------------ | ------------ | ----------- | ----------- | ---------------- |
| Han Jin-Seop  | Carabina de ar 10 m    | 590          | 26º          | Não avançou | Não avançou | 26º              |
| Han Jin-Seop  | Carabina três posições | 1167         | 15º          | Não avançou | Não avançou | 15º              |
| Park Bong-Duk | Carabina de ar 10 m    | 593          | 16º          | Não avançou | Não avançou | 16º              |
| Park Bong-Duk | Carabina deitado 50 m  | 587          | 43º          | Não avançou | Não avançou | 43º              |
| Park Bong-Duk | Carabina três posições | 1159         | 31º          | Não avançou | Não avançou | 31º              |
| Kim Hak-Man   | Carabina deitado 50 m  | 591          | 28º          | Não avançou | Não avançou | 28º              |
| Jin Jong-Oh   | Pistola de ar 10 m     | 584          | 2º           | 100,5       | 684,5       | Medalha de prata |
| Jin Jong-Oh   | Pistola livre 50 m     | 563          | 6º           | 97,4        | 660,4       | Medalha de ouro  |
| Lee Dae-Myung | Pistola de ar 10 m     | 580          | 16º          | Não avançou | Não avançou | 16º              |
| Lee Dae-Myung | Pistola livre 50 m     | 551          | 26º          | Não avançou | Não avançou | 26º              |
| Lee Young-Sik | Fossa olímpica         | 115          | 15º          | Não avançou | Não avançou | 15º              |

Feminino
| Atleta         | Evento                 | Qualificação | Qualificação | Final       | Final       | Posição |
| Atleta         | Evento                 | Placar       | Posição      | Placar      | Total       | Posição |
| -------------- | ---------------------- | ------------ | ------------ | ----------- | ----------- | ------- |
| Kim Chan-Mi    | Carabina de ar 10 m    | 396          | 10º          | Não avançou | Não avançou | 10º     |
| Kim Yeo-Oul    | Carabina de ar 10 m    | 395          | 3º           | Não avançou | Não avançou | 3º      |
| Kim Yoo-Yeon   | Carabina três posições | 569          | 34º          | Não avançou | Não avançou | 34º     |
| Kim Yun-Mi     | Pistola de ar 10 m     | 380          | 21º          | Não avançou | Não avançou | 21º     |
| Lee Ho-Lim     | Pistola de ar 10 m     | 380          | 21º          | Não avançou | Não avançou | 21º     |
| Lee Ho-Lim     | Pistola livre 25 m     | 580          | 17º          | Não avançou | Não avançou | 17º     |
| Ahn Soo-Kyeong | Pistola livre 25 m     | 581          | 11º          | Não avançou | Não avançou | 11º     |
| Kim Min-Ji     | Skeet                  | 55           | 18º          | Não avançou | Não avançou | 18º     |
| Lee Bo-Na      | Fossa olímpica         | 55           | 19º          | Não avançou | Não avançou | 19º     |

### Tiro com arco
No World Outdoor Target Championships de 2007, a Coreia do Sul venceu tanto o campeonato masculino como o feminino. Isso qualificou o país a enviar uma equipe completa às olimpíadas, formada por três homens e três mulheres.

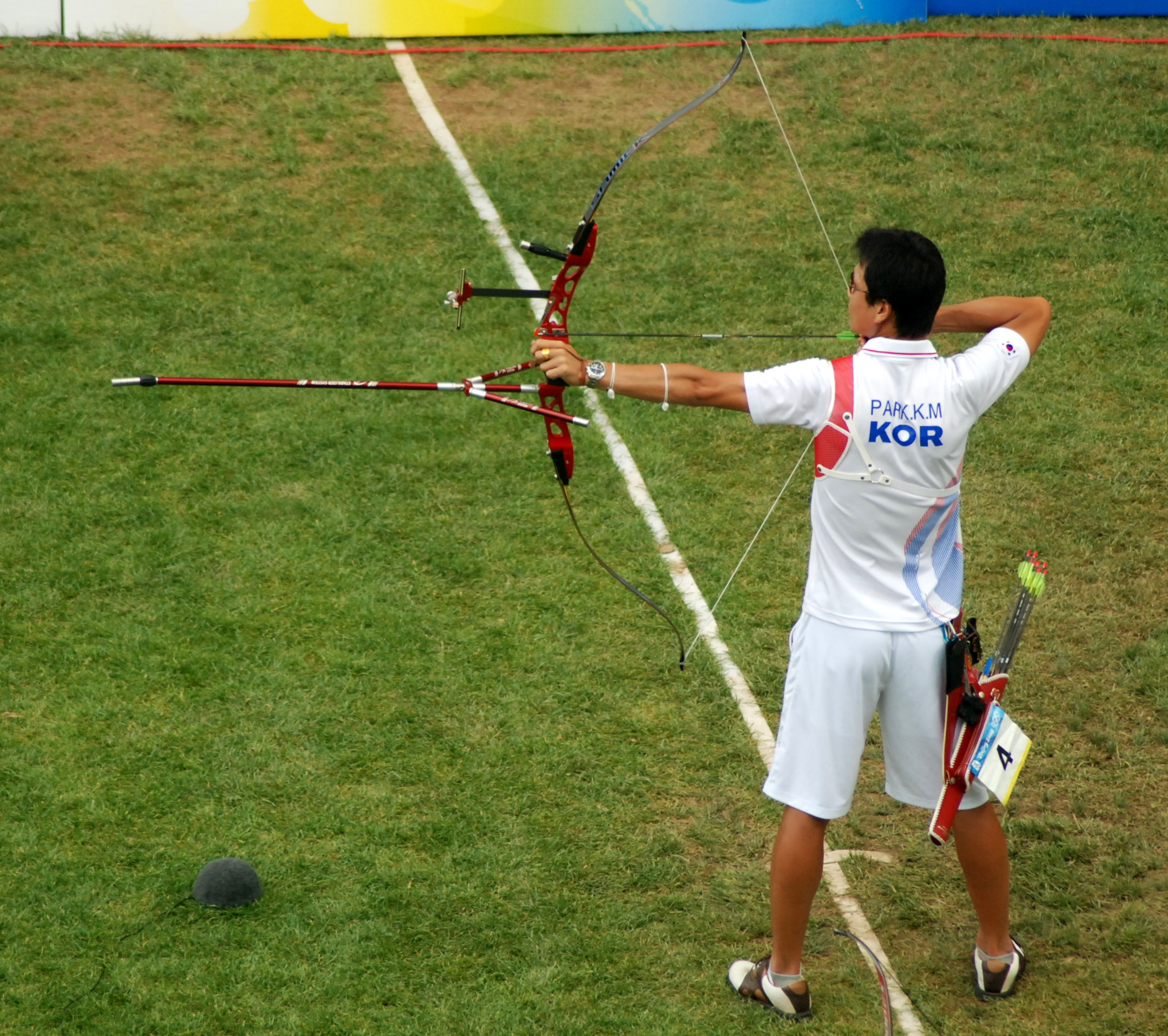
Park Kyung-Mo durante as disputas do tiro com arco.

Masculino
| Atleta                                    | Evento     | Fase de Ranking | Fase de Ranking | Fase de 64               | Fase de 32               | Oitavas                            | Quartas                            | Semifinais               | Final                  | Final            |
| Atleta                                    | Evento     | Placar          | Chave           | Adversário e resultado   | Adversário e resultado   | Adversário e resultado             | Adversário e resultado             | Adversário e resultado   | Adversário e resultado | Posição          |
| ----------------------------------------- | ---------- | --------------- | --------------- | ------------------------ | ------------------------ | ---------------------------------- | ---------------------------------- | ------------------------ | ---------------------- | ---------------- |
| Im Dong-Hyun                              | Individual | 670             | 8º              | QAT A. Salem V 108-103   | USA B. Johnson V 115-106 | USA V. Wunderle D 111-113          | Não avançou                        | Não avançou              | Não avançou            | Não avançou      |
| Lee Chang-Hwan                            | Individual | 669             | 10º             | CHN Jiang L. V 112-108   | TUR Y. Ergin V 117-109   | MAS Cheng C-S. D 105 (18)-105 (19) | Não avançou                        | Não avançou              | Não avançou            | Não avançou      |
| Park Kyung-Mo                             | Individual | 676             | 4º              | BRA L. Trainini V 116-99 | TPE Kuo C-W. V 111-110   | POL R. Dobrowolski V 113-105       | CUB J. Stevens V 118 (19)-108 (17) | MEX J. Serrano V 115-112 | UKR V. Ruban D 112-113 | Medalha de prata |
| Im Dong-Hyun Lee Chang-Hwan Park Kyung-Mo | Equipes    | 2015            | 1º              |                          |                          |                                    | POL Polônia V 224-222              | CHN China V 221-218      | ITA Itália V 227-225   | Medalha de ouro  |

Feminino
| Atleta                                  | Evento     | Fase de Ranking | Fase de Ranking | Fase de 64                     | Fase de 32                 | Oitavas                   | Quartas                   | Semifinais              | Final                                       | Final             |
| Atleta                                  | Evento     | Placar          | Chave           | Adversário e resultado         | Adversário e resultado     | Adversário e resultado    | Adversário e resultado    | Adversário e resultado  | Adversário e resultado                      | Posição           |
| --------------------------------------- | ---------- | --------------- | --------------- | ------------------------------ | -------------------------- | ------------------------- | ------------------------- | ----------------------- | ------------------------------------------- | ----------------- |
| Joo Hyun-Jung                           | Individual | 664             | 3º              | COL S. Romero V 108-98         | ITA N. Valeeva V 110-108   | FRA B. Schuh V 109-104    | CHN Zhang J. D 101-106    | Não avançou             | Não avançou                                 | Não avançou       |
| Park Sung-Hyun                          | Individual | 673             | 1º              | MAR K. Abbouda V 112-80        | GER A. Hitzler V 112-107   | GRE E. Romantzi V 115-103 | JPN N. Hayakawa V 112-103 | PRK Kwon U-S. V 109-106 | CHN Zhang J. D 109-110                      | Medalha de prata  |
| Yun Ok-Hee                              | Individual | 667             | 2º              | TJK A. Kamaletdinova V 109-102 | CAN M-P. Beaudet V 114-107 | CHN Chen L. V 113-103     | USA K. Lorig V 111-105    | CHN Zhang J. D 109-115  | Disputa pelo bronze PRK Kwon U-S. V 109-106 | Medalha de bronze |
| Joo Hyun-Jung Park Sung-Hyun Yun Ok-Hee | Equipes    | 2004            | 1º              |                                |                            |                           | ITA Itália V 231-217      | FRA França V 213-184    | CHN China V 224-215                         | Medalha de ouro   |

### Vela
Masculino
| Atleta                    | Evento | Regata | Regata | Regata | Regata | Regata | Regata | Regata | Regata | Regata | Regata | Regata  | Pontos | Posição |
| Atleta                    | Evento | 1      | 2      | 3      | 4      | 5      | 6      | 7      | 8      | 9      | 10     | M       | Pontos | Posição |
| ------------------------- | ------ | ------ | ------ | ------ | ------ | ------ | ------ | ------ | ------ | ------ | ------ | ------- | ------ | ------- |
| Lee Tae-Hun               | RS:X   | 22     | 14     | 20     | 15     | 20     | 25     | 13     | 11     | 9      | 9      | Não av. | 133    | 18º     |
| Ha Jee-Min                | Laser  | 23     | 33     | 37     | 31     | 13     | 17     | 17     | 34     | 22     |        | Não av. | 190    | 28º     |
| Kim Hyeong-Tae Yoon Cheul | 470    | 17     | 24     | 21     | 27     | 20     | 3      | 23     | 25     | 22     | 25     | Não av. | 180    | 25º     |

### Remo
| S | Classificado(a) para as semifinais |    |                        | FA | Final A (disputa de medalhas) |  |  | FD | Final D (sem medalhas) |
| Q | Classificado(a) para as quartas    | FB | Final B (sem medalhas) | FE | Final E (sem medalhas)        |  |  |    |                        |
| R | Classificado(a) para a repescagem  | FC | Final C (sem medalhas) | FF | Final F (sem medalhas)        |  |  |    |                        |

### Vela
| M   | Regata da Medalha da qual só participam os dez primeiros colocados das regatas anteriores  |  |  | CAN | Regata cancelada |
| BFD | Desclassificado por bandeira preta (Black Flag Disqualified)                               |  |  |     |                  |
| UFD | Desclassificado por bandeira "U" (U Flag Disqualified)                                     |  |  |     |                  |
| OCS | Largada queimada (On the Course Side of the starting line)                                 |  |  |     |                  |
| DNE | Desclassificação sem eliminação (infração a um item do regulamento da prova – Did Not End) |  |  |     |                  |